# Knoll István (operatőr)
Knoll István (Bicske, 1924. július 28. – 1998. augusztus 28.) magyar filmrendező, operatőr. A Nyugdíjas Szervezetek Nemzetközi Szövetség igazgatótanácsának tagja volt.

## Életpályája
Szülei: Knoll Andor és Pojlák Anna voltak. A II. Rákóczi Ferenc Gimnáziumban érettségizett. 1942-1944 között Budapesten tisztviselő volt. 1945-1948 között Gertler Viktor Filmiskolájában tanult. 1949-1950 között a MOKÉP oktatófilmcsoportjának filmkezelője, filmkiadója volt. 1950-1951 között a Híradó- és Dokumentumfilmgyárnál felvételvezetőként dolgozott, 1951-1955 között ugyanitt gyártásvezető is volt. 1951-1955 között a Színház- és Filmművészeti Főiskola hallgatója volt. 1956-1957 között a Magyar Filmhíradónál segédoperatőr lett. 1957-től a Mafilm rendező-operatőre, a Filmhíradó munkatársa volt. 1970-ben a televízióban nyugdíjasműsort indított, 1970-1985 között rendezte is. 1979-1990 között a Hazafias Népfront Idősekkel Foglalkozó Bizottságának elnöke, valamint az Országos Tanács tagja volt. 1990-től a Nyugdíjasok Országos Érdekegyeztető Kamarájának ügyvivője, majd a Nyugdíjasok Országos Kamarájának, 1995–től a Nyugdíjasok Országos Képviseletének elnöke volt. 1990–től a Nyugdíjasklubok és Idősek Életet az Éveknek Országos Szövetség elnöke volt. 1993-tól a Nyugdíjbiztosítási Önkormányzat képviselője volt (MSZOSZ).

## Filmjei
- Országos mezőgazdasági kiállítás (1955)
- Frontbetörés? (1962)
- Négy hét Afrikában (1962)
- Két hét Jemenben (1964)
- Klári (1966)
- Pest-Buda szerelmesei (1970)
- Életet az éveknek (1970-1985)
- Balczó (1972)
- Szombaton 5-7 (1973)
- A Lánchíd históriája (1973)
- Attila (1975)
- Betonkór (1977)
- Jókai filmen (1977)
- Bumeráng (1979)
- Kecskemét (1985)
- Idősek III. nemzetközi fesztiválja (1993)